# Adam Lewis
Adam Lewis (Liverpool, 8 de noviembre de 1999) es un futbolista británico que juega en la demarcación de defensa para el Chesterfield F. C. de la League Two.

## Biografía
Tras empezar a formarse como futbolista en el Liverpool F. C., tras quince años subió al primer equipo, haciendo su debut el 4 de febrero de 2020 en la FA Cup contra el Shrewsbury Town F. C., tras disputar la totalidad de los 90 minutos del encuentro. Tras no jugar más partidos en lo que restaba de temporada, en el mes de agosto fue cedido un año al Amiens S. C. En enero de 2021 la cesión se canceló y se marchó al Plymouth Argyle F. C. para disputar el tramo final de la temporada. De cara al curso 2021-22 fue cedido al Livingston F. C. El siguiente acumuló una nueva cesión, siendo el Newport County A. F. C. su destino. Sumó un segundo préstamo en este club y, tras abandonar definitivamente Liverpool, en julio de 2024 fichó por el Morecambe F. C. Con ellos jugó 52 partidos y el equipo descendió a la National Laegue, por lo que no continuó y se unió al Chesterfield F. C.

## Clubes
| Club                             | País       | Año       | Partidos | Goles |
| -------------------------------- | ---------- | --------- | -------- | ----- |
| Liverpool F. C.                  | Inglaterra | 2020      | 1        | 0     |
| Amiens S. C. (cedido)            | Francia    | 2020-2021 | 9        | 0     |
| Plymouth Argyle F. C. (cedido)   | Inglaterra | 2021      | 20       | 1     |
| Livingston F. C. (cedido)        | Escocia    | 2021-2022 | 14       | 0     |
| Newport County A. F. C. (cedido) | Gales      | 2022-2024 | 58       | 3     |
| Morecambe F. C.                  | Inglaterra | 2024-2025 | 52       | 1     |
| Chesterfield F. C.               | Inglaterra | 2025-     |          |       |